# Katharine Pyle
Katharine Pyle, född 22 november 1863 i Wilmington i Delaware, död 19 februari 1938 i samma stad, var en amerikansk tecknare, poet och barnboksförfattare.

## Biografi
Katharine Pyle föddes som den yngsta av fyra barn i en gammal wilmingtonsk kväkarfamilj. Hennes bror Howard blev även han författare och tecknare. Som sextonåring 1879 publicerades hennes dikt The Piping Shepherd i Atlantic Monthly. Hon studerade vid Women’s Industrial School och Philadelphia School of Design for Women, samtidigt som hon skrev dikter som trycktes i St. Nicholas Magazine och Harper's Bazaar. Hon bidrog med dikter och illustrationer till Howards bok The Wonder Clock som publicerades 1887 eller 1888. Sedan hennes mor dog 1885 skötte hon de flesta uppgifter i hushållet.
Pyle flyttade till New York 1892 där hon studerade vid Art Students League, samtidigt som hon fortsatte få uppdrag av St. Nicholas och Harper's Bazaar, och illustrerade diktboken In Sunshine Land. I slutet av 1895 eller början av 1896 återvände hon till sin hemstad igen. Under slutet av årtiondet studerade hon med Howard som teckningslärare på Drexel Institute. Hon rönte framgång med boken The Counterpane Fairy år 1898, som hon både skrev och illustrerade. Därefter  publicerade hon mer än en bok om året fram till 1934. En del var återberättanden av klassiska verk, och hon skrev även två verk om Delawares historia. Mellan 1904 och 1909 var hon konstlärare i Boston och tillbringade somrarna på Cape Cod, där hon målade porträtt.
Pyle konverterade till swedenborgianismen, och var engagerade för sociala reformer i bland annat ungdomsrättsfrågor.

## Galleri

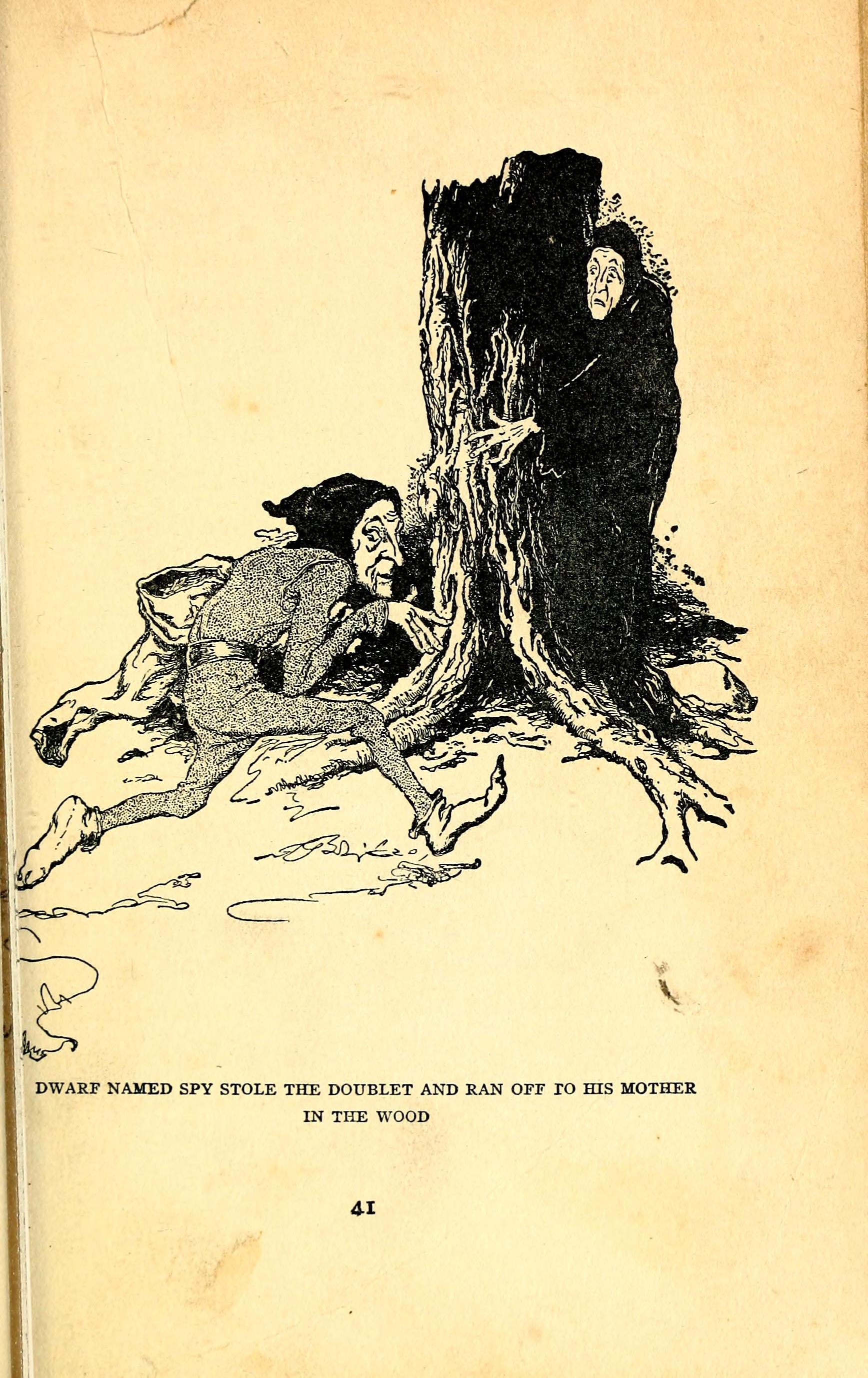
Från Granny's wonderful chair and its tales of fairy times (1916)
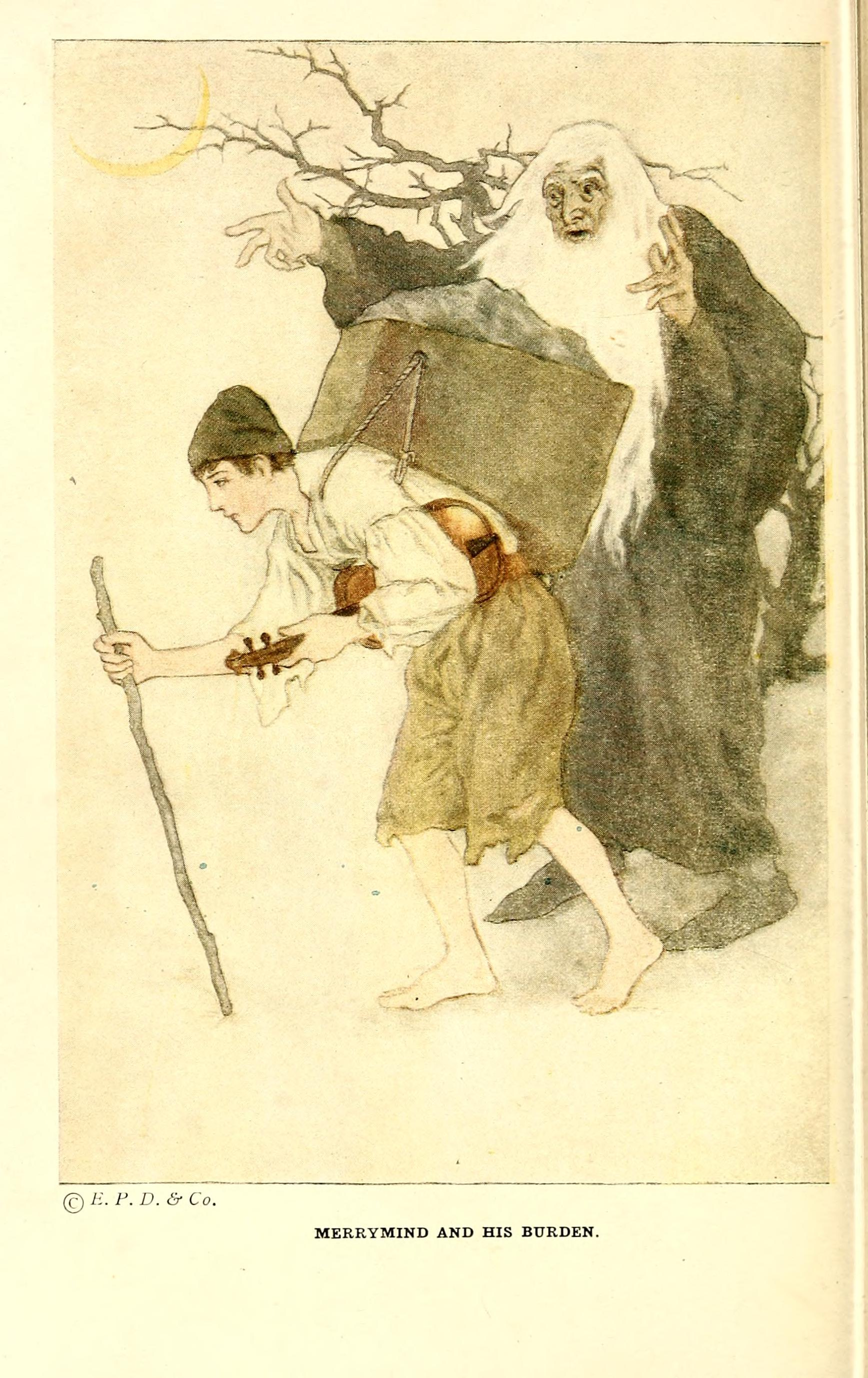
Från Granny's wonderful chair and its tales of fairy times (1916)
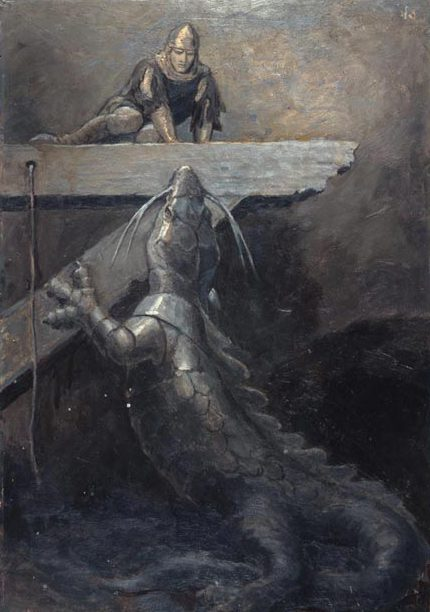
Från Charlemagne & His Knights (1932)